# Військово-морські сили Хорватії
Військо́во-морські́ си́ли Респу́бліки Хорва́тії (хорв. Hrvatska ratna mornarica)  — один з трьох видів Збройних сил Хорватії.

## Історія ВМС Хорватії
Сучасний хорватський військовий флот виник під час війни за незалежність. 12 вересня 1991 року Свето Летиця був призначений президентом Франьо Туджманом на посаду командувача ВМС і розпочав формування хорватського військового флоту.
Першим бойовим кораблем ВМС Хорватії став десантний катер DJC-612 Югославської Народної Армії, захоплений в порту Вела-Лука (в подальшому отримав назву DJB-103). Всього в ході війни за незалежність хорватами було захоплено 35 одиниць плавскладу та інших об'єктів ВМФ СФРЮ, які склали основу військового флоту Хорватії.
Проте, хорватські військово-морські традиції сягають своїм корінням початку 10 століття: середньовічна хорватська держава в той час мала грізний флот, який контролював велику частину Східної Адріатики. Днем ВМС Хорватії обрано 18 вересня на честь перемоги флоту хорватського герцога Бранімира над флотом Венеційської республіки у 887 році.

## Призначення ВМС Хорватії
Військово-морські сили є самостійним видом ЗС Хорватії та згідно з воєнною доктриною держави призначені для вирішення таких завдань:
- боротьби з надводними кораблями, підводними човнами і підводними диверсійними силами;
- охорони і оборони узбережжя і островів;
- постановки мінних загороджень та участі у мінно-тральних операціях;
- проведення десантних операцій і підтримки дій сухопутних військ на приморських напрямках;
- участі в міжнародних військових операціях з підтримання миру;
- участі в діяльності з контролю над озброєннями і заходах довіри та безпеки;
- сприяння морської прикордонної поліції МВС в охороні територіальних вод і економічної зони;
- надання допомоги Міністерству транспорту і зв'язку у здійсненні контролю і управління морським судноплавством у територіальних водах країни і організації рятувальних операцій на морі.

Зона відповідальності ВМС Хорватії (загальна площа морської акваторії 60265 км²) характеризується наступними показниками: площа внутрішніх вод — 12461 км², територіальних — 19297 км², виключної економічної зони — 25207 км², острівних територій — 3300 км² .

## Структура ВМС
- Командування ВМС (Спліт)
  - Військова флотилія (Спліт)
    - Командування флотилії (Спліт)

Сучасна організаційна структура ВМС Хорватії

    - Дивізіон надводних кораблів (Спліт)
    - Дивізіон допоміжних суден (Спліт)
    - Група мінно-тральних сил (Спліт)

  - Війська берегової охорони
    - Командування берегової охорони (Спліт)
    - 1-й дивізіон берегової охорони (Спліт)
    - 2-й дивізіон берегової охорони (Пула)

  - Командування операцій (Спліт)
  - Батальйон морської піхоти (Плоче)
  - Береговий батальйон спостереження і сповіщення (Спліт)
  - Навчальний центр ВМС імені Петра Кречіміра IV (Спліт)
  - Військово-морська база Спліт
    - Військово-морський район «Північ» (Пула)
    - Військово-морський район «Південь» (Плоче)

## Бойовий склад

### Корабельний склад
Ракетні катери
Тип Kralj (проєкт R-03) — 2 одиниці:

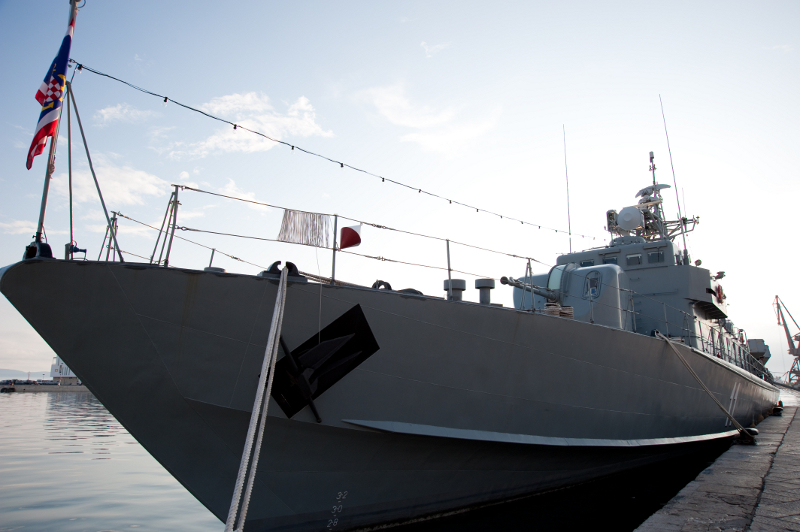
Ракетний катер RTOP-11 «Kralj Petar Krešimir»

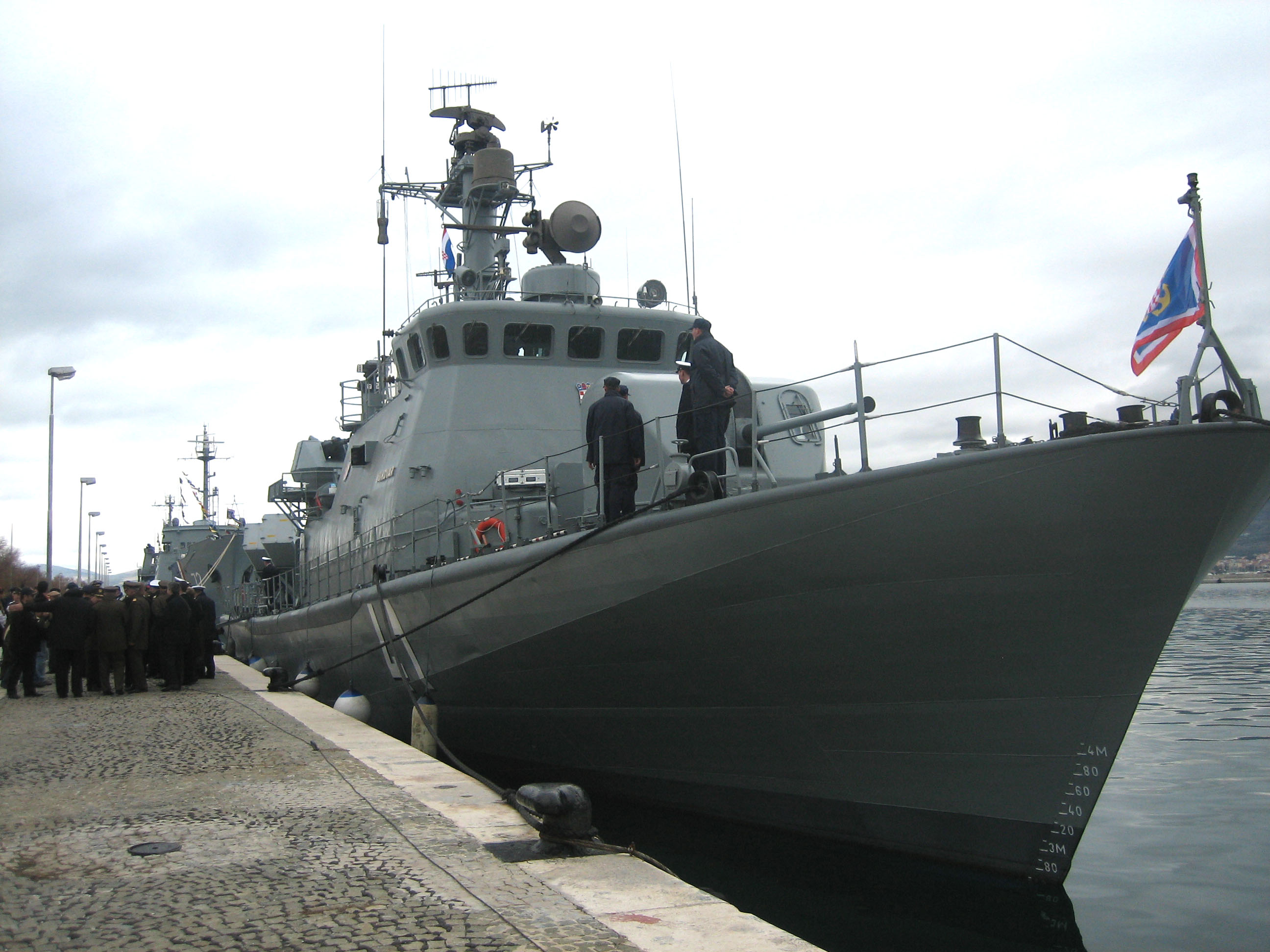
Ракетний катер RTOP-41 «Vukovar»

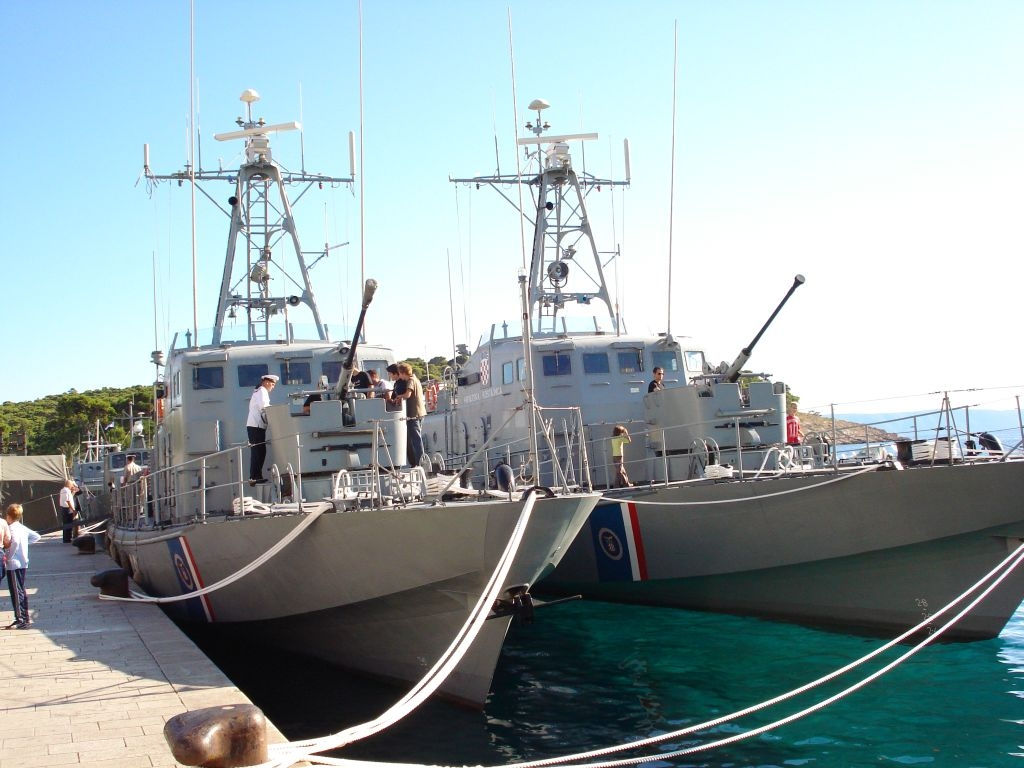
Патрульні катери OB-63 «Cavtat» і OB-64 «Hrvatska Kostajnica»

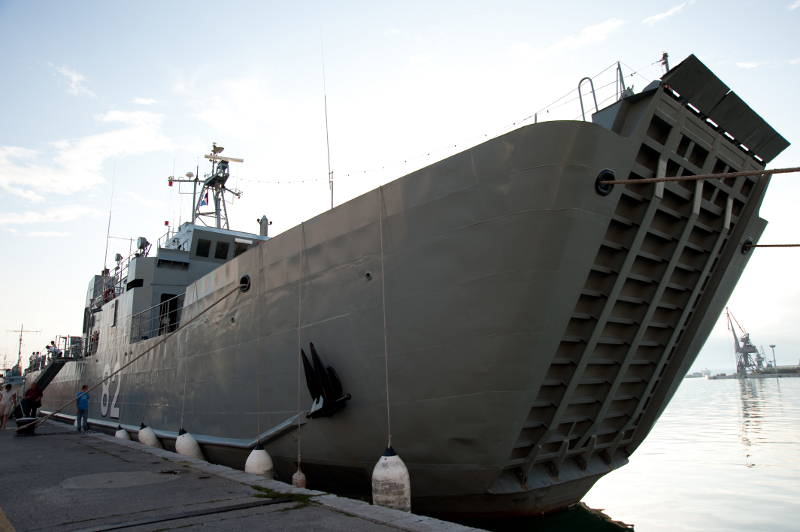
Десантний корабель DBM-82 «Krka»

- RTOP-11 Kralj Petar Krešimir IV (1992)
- RTOP-12 Kralj Dmitar Zvonimir (2002)

Тип Končar (проєкт R-02) — 1 одиниця:
- RTOP-21 Šibenik (1978, модернізований в 1991 році по проєкту Kralj)

Тип Vukovar (екс-фінський Helsinki)
- RTOP-41 Vukovar (1985, в ВМС Хорватії з 2008 року)
- RTOP-42 Dubrovnik (1986, в ВМС Хорватії з 2008 року)

Патрульні катери
Тип Mirna (проєкт 140) — 4 одиниці (модернізовані в 2007–2009 роках):
- OB-01 Novigrad (1980)
- OB-02 Šolta (1982)
- OB-03 Cavtat (1984)
- OB-04 Hrvatska Kostajnica (1985)

Тральщики — шукачі мін
Тип Korčula — 1 одиниця:
- LM-51 Korčula (2006)

Десантні кораблі — мінні загороджувачі
Тип Cetina — 2 одиниці:
- DBM-81 Cetina (1993)
- DBM-82 Krka (1995)

Десантні катери
Тип 11 — 3 одиниці:
- DBJ-101
- DJB-103
- DJB-104

Тип 22 — 2 одиниці:
- DJB-105
- DJB-106

Тип 21 — 1 одиниця:
- DJB-107

Надмалий підводний човен
Тип UNA — 1 одиниця:
- P-01 Velebit (1985, модернізований в 1993 році)

Допоміжних суден і катерів — до 20 одиниць.

### Війська берегової оборони і морська піхота
Берегова оборона — три мобільні берегові ракетні комплекси RBS-15М в комплектації 1х4 ПУ на шасі автомобіля «Tatra» та 21 артилерійських установок.
Берегова система спостереження — 14 берегових радіолокаційних станцій висвітлення надводної обстановки, у тому числі чотири РЛС ВПЦ/ВНЦ AN/FPS-117.
Морська піхота — батальйон морської піхоти в Плоче.